# Bjonko
Bjonko Stosic er en dansk-makedonsk musiker, producer og komponist, som spiller indenfor genren Balkan beats.
I løbet af årene har Bjonko samarbejdet med kunstnere såsom, Slaraffenland, Fallulah, Klamfyr, Jooks og Jokeren og har hertil forenet balkanmusikken med andre musikalske genrer. Bjonko har flere gange været nomineret ved Danish Music Awards, og i 2015 vandt han prisen "Årets Danske World Live Navn".

## Liv og Karriere

### Opvækst og tidlig karriere
Bjonko er opvokset i Høje Gladsaxe nord for København og kommer ud af en musikalsk talentfuld familie. Allerede i sin tidlige barndom engagerede Bjonko sig i musikken, idet han trådte ind i Tivoligarden, hvor han begyndte at spille marchfløjte og klarinet.
Dog har Bjonko altid bevaret et tæt tilhørsforhold til sit andet hjemland, Makedonien via. folkemusikken på Balkan. I løbet af barndomsårene tilbragte han somrene i sin makedonske hjemby, Bitola, hvor han modtog undervisning på klarinet af mentoren, Capce, som var kendt på egnen som en stor musiker. I en alder af kun elleve år kontaktede Bjonko den unge serbiske roma harmonika-vituos, Lelo Nika med ambitioner om at danne et orkester. Få år senere optrådte Bjonko som kapelmester for orkesteret Cardak, der spillede til fester samt bryllupper rundt omkring i Nordeuropa.

### UNESCO-protektor og første udgivelse
I 2006 sammensatte Bjonko sit live-orkester, som gik under navnet Bjonko and Copenhagen Chalgija (De københavnske bymusikanter). Orkesterets faste kerne har altid bestået af Bjonko selv på klarinet og saxofon, Rasim Durakovic på harmonika og Bjørn Heebøll på trommer.
Året efter udkom Bjonkos debut-cd, The Cherry Tree is Pulled from its Roots (Chereshna se od koren korneshe) med støtte fra UNESCO og den danske nationalkommission. Cd'en var en hyldest til bryllupsmusikken fra Balkan, og udgivelsen indgik som en del af et støtteprojekt med UNESCO. I denne sammenhæng fremstod Bjonko som protektor, idet projektet arbejdede for at fremme freden og velfærden i det tidligere Jugoslavien. 

### Balkan Beats'n Poetry
I september 2007 indledte Bjonko det litterære projekt Balkan Beats'n Poetry. I samarbejde med den danske nationalkommission for UNESCO arbejdede Bjonko for at oversætte og udbrede digtet Sliki (på dansk Billeder). Digtet er skrevet af den makedonske digter, Emilijan Divjakoski og oversat til dansk ved hjælp af lingvist Erik Thau-Knudsen. I løbet af efteråret kom forfatteren selv til København, hvor han sammen med Bjonko afholdte flere poesi-koncerter. Projektet fik meget medieomtale i Makedonien.

### Running Horsesog "Tikkitash"
I februar 2015 udgav Bjonko soloalbummet Running Horses. Albummet rummer ti numre, hvor fire af disse er komponeret af Bjonko selv, imens resten er omarrangerede folkemelodier. Igen arbejder Bjonko sammen med vennerne Rasim Durakovic og Bjørn Heebøll. Dertil har Bjonko slået sig sammen med artister såsom Mika Vandborg fra Electric Guitars og Klamfyr (aka. Emil Simonsen) fra rapgruppen Suspekt på albummet.
Sidstnævnte kunstner, Klamfyr optræder i nummeret "Tikkitash", hvor Bjonko som noget nyt kombinerer vilde Balkan beat toner med dansk sjofel rap. Med nummeret "Tikkitash" udgav Bjonko også sin første musikvideo, som rummer kulturelle indtryk og natursmukke scener fra hans makedonske hjemstavn, Bitola og hans hjerteby, Ohrid.

## Musikalsk stil og succes

### Musikalsk stilart
Igennem årene har Bjonko udviklet sin musikalske stilart fra traditionel folkemusik fra Balkan til moderne Balkan beats, som er forenet med en nutidig urban lyd.
Ifølge Bjonko selv er der tale om en crossover mellem hans musikalske arv fra Balkan og den moderne arv fra de danske mainstreamgenrer. 

### Live-performance
Siden 1992 har Bjonko optrådt på mange store scener og festivaler både i Danmark og i resten af Norden.
Tilbage i oktober 2010 optrådte Bjonko bl.a. med sit liveband ved et kæmpe bryllup i Beirut, Libanon, hvor han spillede overfor 800 libanesiske bryllupsgæster.
I 2014 optrådte han sammen med den dansk-rumænske sangerinde Fallulah på deres fælles tour, "Fallulah goes Balkan feat. Bjonko", hvor de sammen bl.a. spillede i P3-teltet på Skanderborg Festivalen.
I sommeren 2016 optræder Bjonko for første gang ved den store internationale musikfestival "Ohrid Summer Festival", som finder sted i slutningen af juli i Ohrid, Makedonien.

### Reklamer og tv-serier
I 2014 dukkede Bjonko op i en række danske tv-reklamer for den amerikanske småkageproducent, Oreo, hvor han kort fremførte nummeret "Brzo Brzo" fra EP'en Majka Na Marika.
Samme år kunne man opleve Bjonko i den danske omdiskuterede dramaserie, "1864", skrevet af filminstruktøren Ole Bornedal.  Her optræder Bjonko som en del af et tilrejsende sigøjnerorkester, som søger arbejde på en gård, og i en af seriens scener underholder Bjonko med sin egen musik til en høstfest. Bjonko spiller bl.a. overfor skuespillerne Zlatko Burić, Pilou Asbæk, Jens Sætter-Lassen og Marie Søderberg. 

## Nomineringer og priser
I 2014 ved DMA World var Bjonko nomineret med albummet Majka Na Marika i de to kategorier: "Årets Danske World Komponist" og "Årets Danske World Album".
Året efter, i 2015, vandt Bjonko prisen som "Årets Danske World Live Navn" ved DMA World.

## Diskografi

### Albumudgivelser
- The Cherry Tree is Pulled from its Roots (2007)
- Running Horses (2015)
- Army of Believers (2017)
- Colours in Motion (2019)
- Enigma (2021)

### EP-udgivelser
- 1, 2, 3, 4! (2009)
- Crazy Kovacevo (2010)
- Majka Na Marika (2013)

### Singler
- "Karma" (2016)
- "Karma (Sljivo & Røg)" feat. Jooks (2016)
- "Melancholia" (2018)
- "Opa! feat. Jokeren" (2021)